# Fort de l'Aiguille
Le fort de l'Aiguille (ou redoute de l'Éguille), bâti au XVIIe siècle, à Fouras, en France. L'immeuble a été inscrit au titre des monuments historiques en 2001.

## Historique
Ce fort ou redoute est situé au bord de l'eau à l'endroit le plus étroit de la presqu'île.
Bâti entre 1673 et 1674, il était destiné à protéger la ville d'une éventuelle invasion anglaise par la pointe de la Fumée et participait à la ligne de défense de l'entrée de la Charente. Il est composé d'un bâtiment principal et de plusieurs fortifications établies le long de la côte. Cette construction, peu élevée, permettait d'être peu visible depuis l'océan et surtout de mieux résister aux tirs éventuels de navires de guerre. Acquis par la municipalité de Fouras en 2001, il n'est actuellement pas accessible au public.
Le bâtiment est inscrit au titre des monuments historiques par arrêté du 19 septembre 2001.

## Architecture

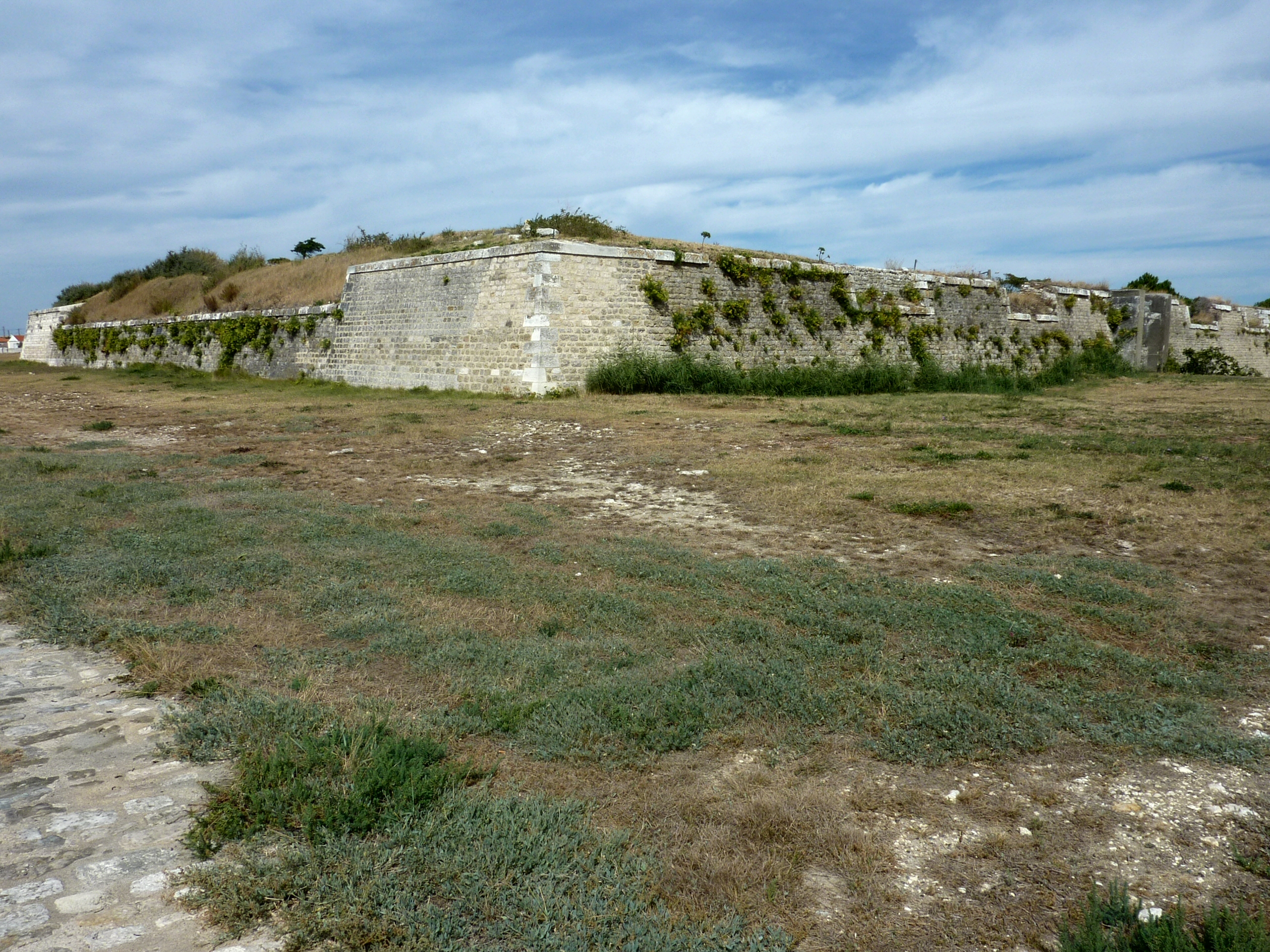
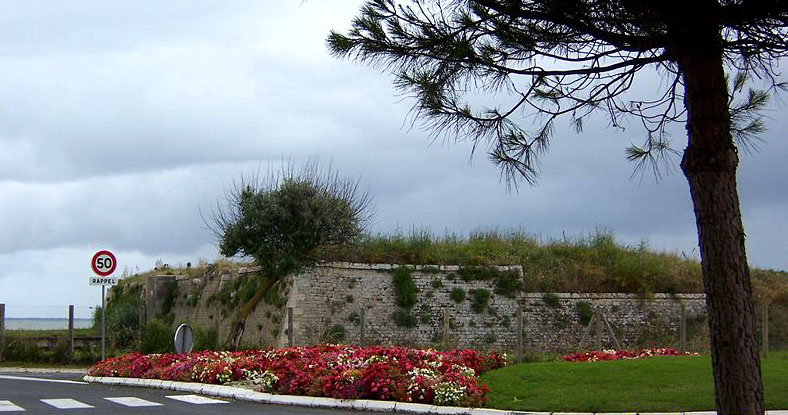
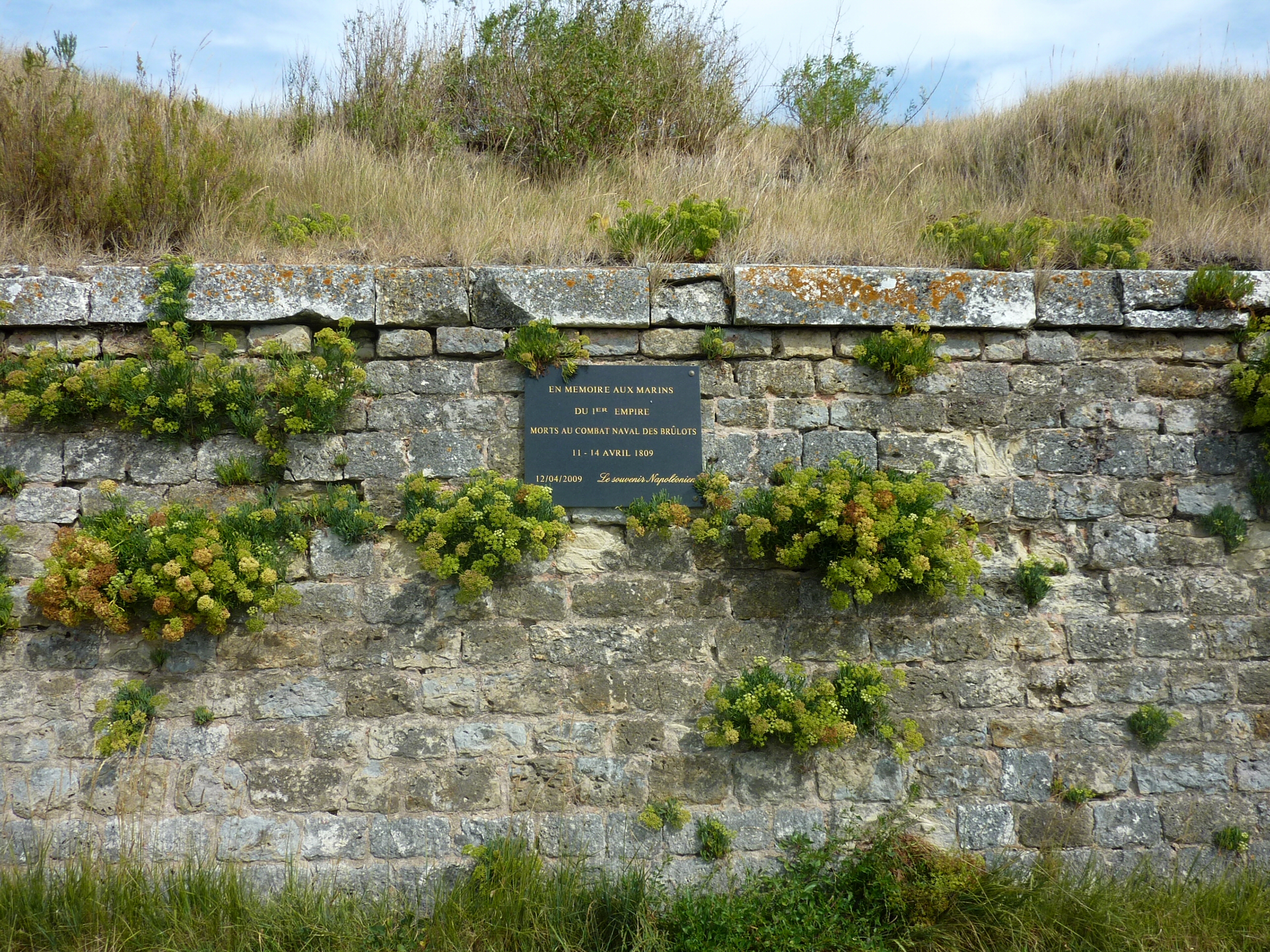